# Centrala telefoniczna

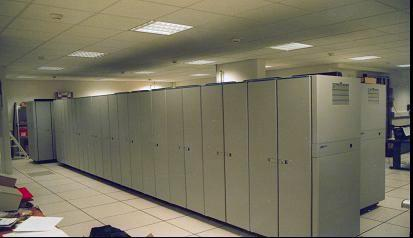
Centrala telefoniczna (Nortel DMS)

Centrala telefoniczna – zespół urządzeń przeznaczony do łączenia abonentów sieci telekomunikacyjnej na czas wymiany informacji. Składa się ona z urządzeń komutacyjnych odpowiedzialnych za zestawianie połączeń telekomunikacyjnych i urządzeń pomocniczych gwarantujących prawidłową pracę centrali. Możemy podzielić je na analogowe i nowocześniejsze cyfrowe. Podział ten wynika z zasady działania i sposobu przetwarzania i przesyłania danych (informacji).
Pierwsza ręczna centrala telefoniczna została uruchomiona w 1878 r. w USA. Centrala umożliwiała przeprowadzenie dwóch jednoczesnych rozmów telefonicznych.

## Łącznica telefoniczna
Łącznica telefoniczna jest urządzeniem technicznym realizującym procesy komutacyjne. Jej zadaniem jest zestawienie łączy telefonicznych w celu realizacji połączeń.

### Klasyfikacja łącznic telefonicznych
- Łącznica bezpośrednia – sterowanie procesami łączeniowymi w centrali odbywa się bezpośrednio od aparatu abonenta (bez pośrednictwa innych urządzeń),
- Łącznica pośrednia – zawiera układy rejestrowe, które magazynują informacje łączeniowe.

### Wyposażenie łącznic
Do wyposażenia łącznic należą:
- Sieć dróg połączeniowych – jest to wyposażenie komutacyjne centrali służące do tworzenia połączeń między łączami przyłączonymi do łącznicy. Składa się ona z:
  - szukacza liniowego drugiego stopnia: służy on do odszukania łączy inicjującego połączenia (kod SL),
  - stopni wybierania grupowego (kody WG od 1 do 4),
  - stopnia wybierania liniowego (kod WL),
- Urządzenia sterujące – związane są w pewien sposób z urządzeniami komutacyjnymi łącznicy, odbierają sygnały sterujące i uruchamiają elementy sieci drogi połączeniowej,
- Wyposażenie liniowe – jest to indywidualne wyposażenie każdego łącza przyłączonego do łącznicy,
- Łącza abonenckie – są łączami dwukierunkowymi,
- Łącza międzycentralowe – są łączami zarówno dwukierunkowymi, jak i jednokierunkowymi.

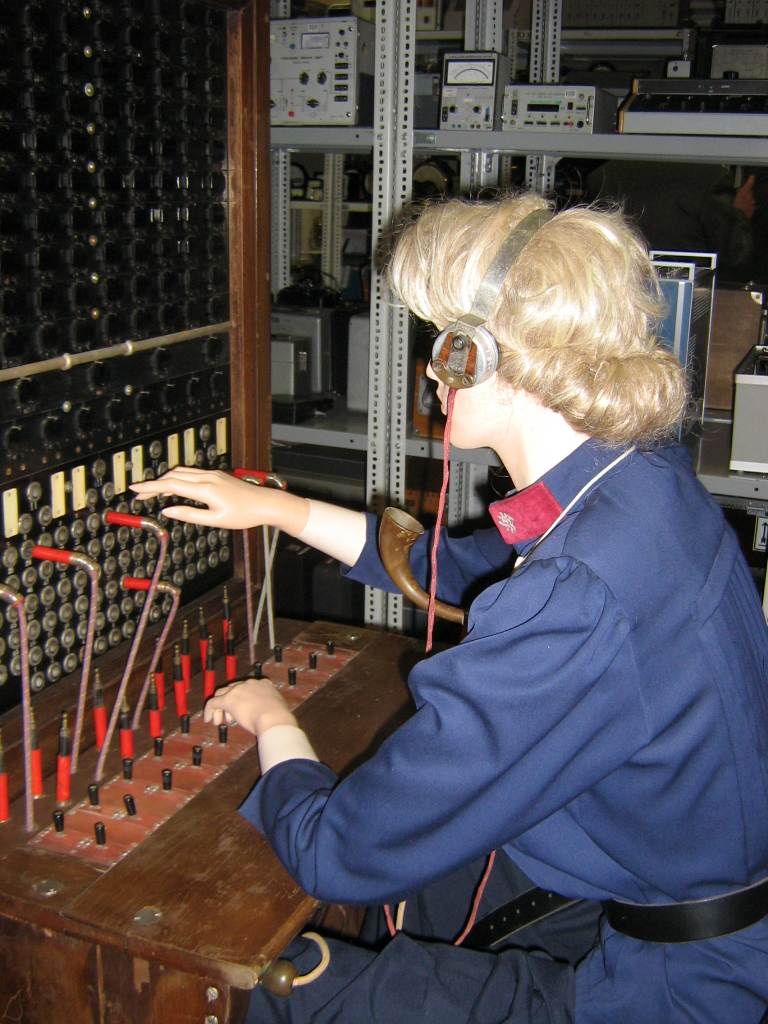
Centrala ręczna

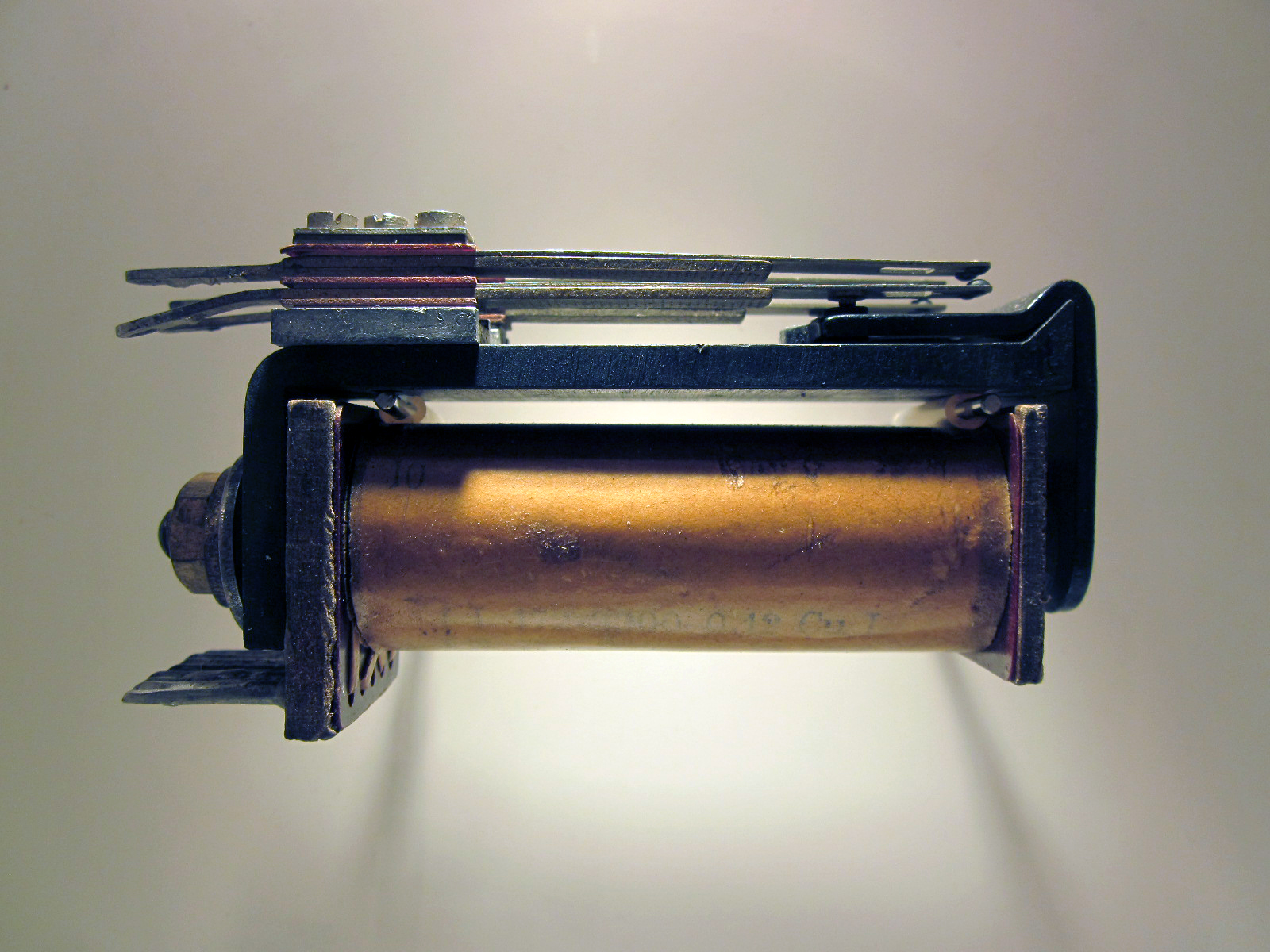
Przekaźnik telefoniczny

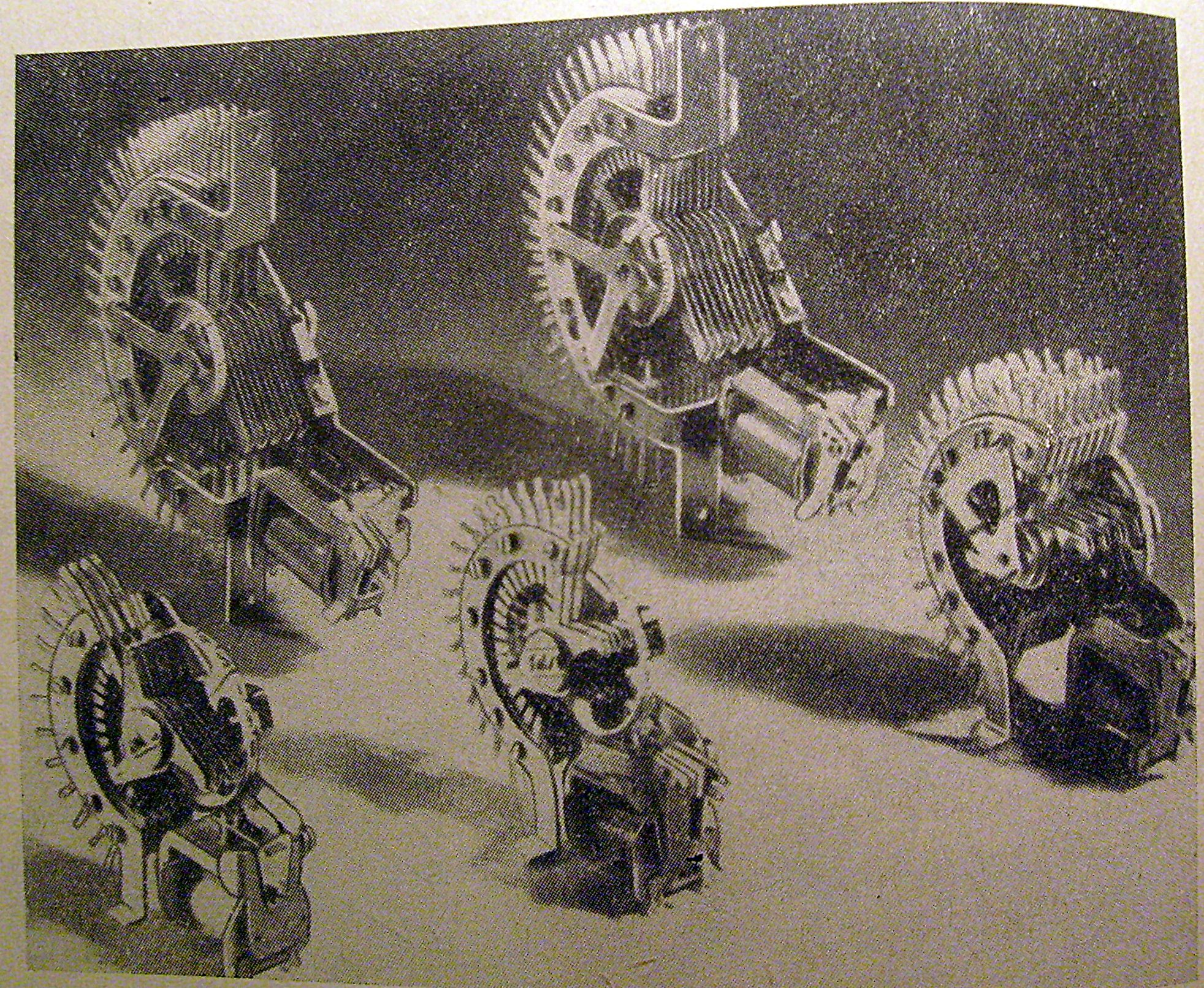
Wybieraki obrotowe

### Zasady działania łącznic

#### Ręczne
Ręczne działanie łącznic opiera się na podłączaniu przez człowieka odpowiednich wtyczek (dzwoniących) do odpowiednich gniazd (odbierających), jak np. w łącznicy polowej PK-10.

#### Automatyczne–elektromagnetyczne
W łącznicach automatycznych-elektromagnetycznych elementami komutacyjnymi są przekaźniki, wybieraki krzyżowe lub wybieraki biegowe. Takie łącznice prezentują na przykład centrale Strowger 32AB, Pentaconta, K-65, K-66, i inne. W takim typie łącznicy głównym wyposażeniem są:
- Przekaźnik telefoniczny obojętny – przekaźnik elektromagnetyczny służący do otwierania i zamykania obwodów elektrycznych, podstawowe wyposażenie konstrukcyjne elektromechanicznych central systemów 32AB. Przepływający prąd w cewce wytwarza strumień magnetyczny, który przyciąga jarzmo do rdzenia. W wyniku tego następuje ruch kotwicy, który uruchamia zestaw sprężyn stykowych. Przekaźnik posiada trzy układy:
  - układ odbiorczy – przeznaczony do odbioru zasilania prądu stałego lub przemiennego małej częstotliwości i składający się ze zwojnicy nawiniętej na stalowym rdzeniu;
  - układ pośredniczący – zmienia energię elektryczną układu odbiorczego na energię strumienia magnetycznego, który pojawia się w obwodzie magnetycznym złożonym z rdzenia, kotwicy i jarzma;
  - układ wykonawczy, który uruchamia pod działaniem kotwicy zestawy sprężyn stykowych.
- Wybierak – elektromagnetyczny element komutacyjny służący do dokonywania połączeń w taki sposób, że jedno z łączy przychodzących jest na pewien czas połączone z łączem wychodzącym lub jedno łącze przychodzące jest połączone z jednym z łączy wychodzących.

#### Automatyczne–elektroniczne
Pole komutacyjne jest polem analogowym opartym o matryce przekaźników kontaktronowych, a sterowanie polem odbywa się za pomocą układów scalonych małej skali integracji (LSI – Little Scale Integration, np. UCY....:UCA....) sterowane lokalnym komputerem nadzorczym.
W łącznicach automatycznych-elektronicznych elementami komutacyjnymi są elementy elektroniczne, na przykład w centralach E-10, E-10B.

#### Automatyczne–cyfrowe
S12, Siemens EWSD czy Lucent (dawniej AT&T) 5ESS.
W Polsce centrala Lucent (dawniej AT&T) 5ESS jest systemem telefonicznym obsługującym ruch międzymiastowy dla węzła warszawskiego CMA oraz centralą międzynarodową, lokalną i tranzytową MMA.

## Zasilanie centrali telefonicznej
- zasilanie elektroenergetyczne ma na celu zasilenie w energię elektryczną urządzeń centrali,
- siłownia – otrzymuje się z niej prąd stały wymagany do zasilania urządzeń telekomunikacyjnych,
- zasilanie sygnałowe sygnalizacji – ma na celu wytworzenie sygnałów tonowych słyszalnych przez abonenta, oraz sygnałów dla wieloczęstotliwościowych sygnalizacji między rejestrowych.
- zasilanie impulsowe (zegary) – służy do zasilenia łącznicy cyfrowej w określone system ciągi impulsów

Do generowania prądu przemiennego stosuje się:
- przetwornice sygnałowe,
- przetwornice tranzystorowe,
- przetwornice tyrystorowe,
- a w cyfrowych systemach wszystkie potrzebne sygnały generowane są w postaci cyfrowej.

Przetwornice sygnałowe – są zbudowane z silnika prądu stałego, który porusza prądnice prądu przemiennego, a pozostałe przetwornice są zbudowane z elementów elektronicznych.
W systemie: „E-10” – podstawowym elementem zegara są dwa generatory pracujące równolegle, z których sygnał doprowadzany jest do trzech powielaczy pracujących na wspólne wyjścia. Tymi wyjściami są cztery magistrale dołączone do poszczególnych zespołów centrali.